# 新县
新县是中华人民共和国河南省信阳市下辖的一个县，地处河南省最南端的大别山区，南临湖北，面积1551平方公里，总人口约38万人。為河南省历史文化名城。縣人民政府駐新集鎮。

## 历史
1933年10月，国民政府以当时河南省政府主席刘峙的字“经扶”为县名设置经扶县，治所在新集镇，督促剿匪。1947年12月，刘伯承和邓小平改经扶县为新县。2018年8月1日，河南省政府常务会批准新县退出贫困县。

## 人口
根據全國第七次人口普查統計數據顯示：全县常住人口为20.05万人。2020初：户籍总户数为13.0358万户，户籍人口37.37万人。

## 行政区划
新县下辖1个街道办事处、5个镇、10个乡：
金兰山街道、新集镇、沙窝镇、吴陈河镇、苏河镇、八里畈镇、周河乡、陡山河乡、浒湾乡、千斤乡、卡房乡、郭家河乡、陈店乡、箭厂河乡、泗店乡和田铺乡。

## 交通
新县地处大别山腹地，鄂豫皖三省结合部，东襟合肥，南视武汉，北达郑州，京九铁路、 106国道、 230国道、 大广高速纵贯全境。

## 经济
全县总面积1612平方公里，有耕地19.6万亩，粮食作物以稻谷为主；经济作物有茶叶、油茶、板栗、银杏、山野菜等；是一个以林为主的山区县。森林覆盖率为45.9%；主要树种有松树、杉树、银杏树等。盛产林果、茶叶、中药材等，其中，板栗、银杏、茶叶、油茶、野生猕猴桃品质产量均居河南之冠。 

## 教育
- 信阳涉外职业技术学院

## 特产
淮南猪：中国地理标志产品。